# Rally de Marruecos de 2019
El Rally Raid de Marruecos 2019 fue la 20.ª edición del Rally raid de Marruecos y se llevó a cabo en Marruecos del 3 al 9 de octubre de 2019. Fue la cita final de la temporada 2019 de la Copa Mundial de Rally Cross-Country de la FIA y del Campeonato Mundial de Rally Cross-Country de la FIM. En la categoría de coches FIA, el catarí Nasser Al-Attiyah llegó a esta última cita del calendario con nueve puntos de ventaja sobre el francés Stéphane Peterhansel en el campeonato mundial de pilotos. En cambio en la categoría de motos FIM, ya estaba definido el campeón antes incluso de disputarse este rally, el británico Sam Sunderland.
Nasser Al-Attiyah se vio obligado a retirarse en la cuarta etapa impidiéndole sumar ningún punto y Stéphane Peterhansel consiguió acabar 5º en la clasificación final del Rallye consiguiendo los puntos necesarios para adelantar al catarí y proclamarse campeón de la Copa Mundial de Rally Cross-Country de la FIA por primera vez.

## Recorrido
Fuente:

### Coches
- Etapa 1. Fez-Erfoud. 245 km de enlace + 226 km de especial cronometrada.[n. 1]
- Etapa 2. Aoufous-Aoufous. 49 km de enlace + 386 km de especial cronometrada.
- Etapa 3. Aoufous-Aoufous. 178 km de enlace + 363 km de especial cronometrada.[n. 2]
- Etapa 4. Aoufous-Aoufous. 100 km de enlace + 311 km de especial cronometrada.[n. 3][n. 4]
- Etapa 5. Aoufous-Fez. 288 km de enlace + 168 km de especial cronometrada.

### Motos
- Prólogo. Fez-Fez. 30 km de enlace + 7 km de especial cronometrada.
- Etapa 1. Fez-Erfoud. 245 km de enlace + 226 km de especial cronometrada.[n. 1]
- Etapa 2. Aoufous-Aoufous. 49 km de enlace + 386 km de especial cronometrada.[n. 5]
- Etapa 3. Aoufous-Aoufous. 178 km de enlace + 363 km de especial cronometrada.[n. 6]
- Etapa 4. Aoufous-Aoufous. 100 km de enlace + 311 km de especial cronometrada.[n. 3][n. 7]
- Etapa 5. Aoufous-Fez. 288 km de enlace + 168 km de especial cronometrada.

## Resultados parciales
Fuente:

### Coches FIA

#### Etapa 1
Crónica:
| Clas. Parcial     | Piloto               | Copiloto              | Coche                                      | Diferencia con el 1º |
| ----------------- | -------------------- | --------------------- | ------------------------------------------ | -------------------- |
| Medalla de oro    | Nasser Al-Attiyah    | Mathieu Baumel        | Toyota Hilux Toyota Gazoo Racing           | 03:13:09             |
| Medalla de plata  | Mathieu Serradori    | Fabian Lurquin        | Century Racing CR6                         | +00:02:39            |
| Medalla de bronce | Giniel de Villiers   | Álex Haro             | Toyota Hilux Toyota Gazoo Racing           | +00:03:14            |
| 4                 | Stéphane Peterhansel | Andrea M. Peterhansel | MINI JOHN COOPER WORKS BUGGY               | +00:05:14            |
| 21                | Fernando Alonso      | Marc Coma             | Toyota Hilux Overdrive Toyota Gazoo Racing | +00:44:55            |

| Clas. General     | Piloto               | Copiloto              | Coche                                      | Diferencia con el 1º |
| ----------------- | -------------------- | --------------------- | ------------------------------------------ | -------------------- |
| Medalla de oro    | Nasser Al-Attiyah    | Mathieu Baumel        | Toyota Hilux Toyota Gazoo Racing           | 03:13:09             |
| Medalla de plata  | Mathieu Serradori    | Fabian Lurquin        | Century Racing CR6                         | +00:02:39            |
| Medalla de bronce | Giniel de Villiers   | Álex Haro             | Toyota Hilux Toyota Gazoo Racing           | +00:03:14            |
| 4                 | Stéphane Peterhansel | Andrea M. Peterhansel | MINI JOHN COOPER WORKS BUGGY               | +00:05:14            |
| 21                | Fernando Alonso      | Marc Coma             | Toyota Hilux Overdrive Toyota Gazoo Racing | +00:44:55            |

#### Etapa 2
Crónica:
| Clas. Parcial     | Piloto               | Copiloto              | Coche                                      | Diferencia con el 1º |
| ----------------- | -------------------- | --------------------- | ------------------------------------------ | -------------------- |
| Medalla de oro    | Nasser Al-Attiyah    | Mathieu Baumel        | Toyota Hilux Toyota Gazoo Racing           | 04:55:09             |
| Medalla de plata  | Jakub Przygoński     | Timo Gottschalk       | MINI JOHN COOPER WORKS BUGGY               | +00:11:09            |
| Medalla de bronce | Stéphane Peterhansel | Andrea M. Peterhansel | MINI JOHN COOPER WORKS BUGGY               | +00:12:32            |
| 4                 | Giniel de Villiers   | Álex Haro             | Toyota Hilux Toyota Gazoo Racing           | +00:13:55            |
| 5                 | Carlos Sainz         | Lucas Cruz            | MINI JOHN COOPER WORKS BUGGY               | +00:15:54            |
| 10                | Fernando Alonso      | Marc Coma             | Toyota Hilux Overdrive Toyota Gazoo Racing | +00:31:37            |

| Clas. General     | Piloto               | Copiloto              | Coche                                      | Diferencia con el 1º |
| ----------------- | -------------------- | --------------------- | ------------------------------------------ | -------------------- |
| Medalla de oro    | Nasser Al-Attiyah    | Mathieu Baumel        | Toyota Hilux Toyota Gazoo Racing           | 08:08:18             |
| Medalla de plata  | Giniel de Villiers   | Álex Haro             | Toyota Hilux Toyota Gazoo Racing           | +00:17:09            |
| Medalla de bronce | Stéphane Peterhansel | Andrea M. Peterhansel | MINI JOHN COOPER WORKS BUGGY               | +00:17:46            |
| 4                 | Bernhard ten Brinke  | Tom Colsoul           | Toyota Hilux Toyota Gazoo Racing           | +00:25:59            |
| 5                 | Carlos Sainz         | Lucas Cruz            | MINI JOHN COOPER WORKS BUGGY               | +00:30:57            |
| 10                | Fernando Alonso      | Marc Coma             | Toyota Hilux Overdrive Toyota Gazoo Racing | +01:16:32            |

#### Etapa 3[n. 9]
Crónica:
| Clas. Parcial     | Piloto               | Copiloto              | Coche                                      | Diferencia con el 1º |
| ----------------- | -------------------- | --------------------- | ------------------------------------------ | -------------------- |
| Medalla de oro    | Carlos Sainz         | Lucas Cruz            | MINI JOHN COOPER WORKS BUGGY               | 03:17:38             |
| Medalla de plata  | Nasser Al-Attiyah    | Mathieu Baumel        | Toyota Hilux Toyota Gazoo Racing           | +00:00:29            |
| Medalla de bronce | Stéphane Peterhansel | Andrea M. Peterhansel | MINI JOHN COOPER WORKS BUGGY               | +00:00:34            |
| 4                 | Giniel de Villiers   | Álex Haro             | Toyota Hilux Toyota Gazoo Racing           | +00:00:41            |
| 5                 | Yazeed Al-Rajhi      | Michael Orr           | Toyota Hilux Overdrive Racing              | +00:02:27            |
| Ab.               | Fernando Alonso      | Marc Coma             | Toyota Hilux Overdrive Toyota Gazoo Racing | +06:11:22            |

| Clas. General     | Piloto               | Copiloto              | Coche                                      | Diferencia con el 1º |
| ----------------- | -------------------- | --------------------- | ------------------------------------------ | -------------------- |
| Medalla de oro    | Nasser Al-Attiyah    | Mathieu Baumel        | Toyota Hilux Toyota Gazoo Racing           | 11:26:25             |
| Medalla de plata  | Giniel de Villiers   | Álex Haro             | Toyota Hilux Toyota Gazoo Racing           | +00:17:21            |
| Medalla de bronce | Stéphane Peterhansel | Andrea M. Peterhansel | MINI JOHN COOPER WORKS BUGGY               | +00:17:51            |
| 4                 | Carlos Sainz         | Lucas Cruz            | MINI JOHN COOPER WORKS BUGGY               | +00:30:28            |
| 5                 | Mathieu Serradori    | Fabian Lurquin        | Century Racing CR6                         | +00:37:09            |
| 35                | Fernando Alonso      | Marc Coma             | Toyota Hilux Overdrive Toyota Gazoo Racing | +77:27:38            |

#### Etapa 4
Crónica:
| Clas. Parcial     | Piloto             | Copiloto        | Coche                                      | Diferencia con el 1º |
| ----------------- | ------------------ | --------------- | ------------------------------------------ | -------------------- |
| Medalla de oro    | Carlos Sainz       | Lucas Cruz      | MINI JOHN COOPER WORKS BUGGY               | 03:33:15             |
| Medalla de plata  | Jakub Przygoński   | Timo Gottschalk | MINI JOHN COOPER WORKS BUGGY               | +00:02:32            |
| Medalla de bronce | Giniel de Villiers | Álex Haro       | Toyota Hilux Toyota Gazoo Racing           | +00:08:20            |
| 4                 | Nani Roma          | Dani Oliveras   | Borgward BX7 DKR EVO                       | +00:11:00            |
| 5                 | Mathieu Serradori  | Fabian Lurquin  | Century Racing CR6                         | +00:17:13            |
| 6                 | Yazeed Al-Rajhi    | Michael Orr     | Toyota Hilux Overdrive Racing              | +00:25:50            |
| 7                 | Fernando Alonso    | Marc Coma       | Toyota Hilux Overdrive Toyota Gazoo Racing | +00:27:37            |

| Clas. General     | Piloto               | Copiloto              | Coche                                      | Diferencia con el 1º |
| ----------------- | -------------------- | --------------------- | ------------------------------------------ | -------------------- |
| Medalla de oro    | Giniel de Villiers   | Álex Haro             | Toyota Hilux Toyota Gazoo Racing           | 15:25:13             |
| Medalla de plata  | Carlos Sainz         | Lucas Cruz            | MINI JOHN COOPER WORKS BUGGY               | +00:04:47            |
| Medalla de bronce | Mathieu Serradori    | Fabian Lurquin        | Century Racing CR6                         | +00:28:41            |
| 4                 | Jakub Przygoński     | Timo Gottschalk       | MINI JOHN COOPER WORKS BUGGY               | +00:48:33            |
| 5                 | Stéphane Peterhansel | Andrea M. Peterhansel | MINI JOHN COOPER WORKS BUGGY               | +01:19:28            |
| 6                 | Yazeed Al-Rajhi      | Michael Orr           | Toyota Hilux Overdrive Racing              | +02:27:53            |
| 25                | Fernando Alonso      | Marc Coma             | Toyota Hilux Overdrive Toyota Gazoo Racing | +77:29:34            |

#### Etapa 5
Crónica:
| Clas. Parcial     | Piloto              | Copiloto           | Coche                                      | Diferencia con el 1º |
| ----------------- | ------------------- | ------------------ | ------------------------------------------ | -------------------- |
| Medalla de oro    | Giniel de Villiers  | Álex Haro          | Toyota Hilux Toyota Gazoo Racing           | 02:23:25             |
| Medalla de plata  | Bernhard ten Brinke | Tom Colsoul        | Toyota Hilux Toyota Gazoo Racing           | +00:00:26            |
| Medalla de bronce | Yazeed Al-Rajhi     | Michael Orr        | Toyota Hilux Overdrive Racing              | +00:01:17            |
| 4                 | Erik van Loon       | Sebastien Delaunay | Toyota Hilux Overdrive Racing              | +00:02:39            |
| 5                 | Mathieu Serradori   | Fabian Lurquin     | Century Racing CR6                         | +00:03:20            |
| 8                 | Fernando Alonso     | Marc Coma          | Toyota Hilux Overdrive Toyota Gazoo Racing | +00:07:22            |

| Clas. General     | Piloto               | Copiloto              | Coche                                      | Diferencia con el 1º |
| ----------------- | -------------------- | --------------------- | ------------------------------------------ | -------------------- |
| Medalla de oro    | Giniel de Villiers   | Álex Haro             | Toyota Hilux Toyota Gazoo Racing           | 17:48:44             |
| Medalla de plata  | Carlos Sainz         | Lucas Cruz            | MINI JOHN COOPER WORKS BUGGY               | +00:17:42            |
| Medalla de bronce | Mathieu Serradori    | Fabian Lurquin        | Century Racing CR6                         | +00:32:01            |
| 4                 | Jakub Przygoński     | Timo Gottschalk       | MINI JOHN COOPER WORKS BUGGY               | +00:58:27            |
| 5                 | Stéphane Peterhansel | Andrea M. Peterhansel | MINI JOHN COOPER WORKS BUGGY               | +01:29:34            |
| 21                | Fernando Alonso      | Marc Coma             | Toyota Hilux Overdrive Toyota Gazoo Racing | +77:36:56            |

### Motos FIM

#### Prólogo
Crónica:
| Clas. Parcial     | Piloto             | Moto                  | Diferencia con el 1º |
| ----------------- | ------------------ | --------------------- | -------------------- |
| Medalla de oro    | Matthias Walkner   | KTM 450 Rally Factory | 00:06:27             |
| Medalla de plata  | Kevin Benavídes    | Honda CRF 450 Rally   | +00:00:02            |
| Medalla de bronce | Sam Sunderland     | KTM 450 Rally Factory | +00:00:04            |
| 4                 | Toby Price         | KTM 450 Rally Factory | +00:00:05            |
| 5                 | Adrien van Beveren | Yamaha WR450F Rally   | +00:00:05            |
| 6                 | Joan Barreda Bort  | Honda CRF 450 Rally   | +00:00:05            |

| Clas. General     | Piloto             | Moto                  | Diferencia con el 1º |
| ----------------- | ------------------ | --------------------- | -------------------- |
| Medalla de oro    | Matthias Walkner   | KTM 450 Rally Factory | 00:06:27             |
| Medalla de plata  | Kevin Benavídes    | Honda CRF 450 Rally   | +00:00:08            |
| Medalla de bronce | Sam Sunderland     | KTM 450 Rally Factory | +00:00:16            |
| 4                 | Toby Price         | KTM 450 Rally Factory | +00:00:20            |
| 5                 | Adrien van Beveren | Yamaha WR450F Rally   | +00:00:20            |
| 6                 | Joan Barreda Bort  | Honda CRF 450 Rally   | +00:00:20            |

#### Etapa 1[n. 14]
Crónica:
| Clas. Parcial     | Piloto            | Moto                           | Diferencia con el 1º |
| ----------------- | ----------------- | ------------------------------ | -------------------- |
| Medalla de oro    | Sam Sunderland    | KTM 450 Rally Factory          | 03:16:41             |
| Medalla de plata  | Ricky Brabec      | Honda CRF 450 Rally            | +00:00:52            |
| Medalla de bronce | Matthias Walkner  | KTM 450 Rally Factory          | +00:02:08            |
| 4                 | Toby Price        | KTM 450 Rally Factory          | +00:02:11            |
| 5                 | Pablo Quintanilla | Husqvarna FR 450 Rally Factory | +00:03:41            |
| 6                 | Lorenzo Santolino | Sherco TVS Rally               | +00:03:44            |

| Clas. General     | Piloto            | Moto                  | Diferencia con el 1º |
| ----------------- | ----------------- | --------------------- | -------------------- |
| Medalla de oro    | Sam Sunderland    | KTM 450 Rally Factory | 03:42:45             |
| Medalla de plata  | Ricky Brabec      | Honda CRF 450 Rally   | +00:01:08            |
| Medalla de bronce | Matthias Walkner  | KTM 450 Rally Factory | +00:01:52            |
| 4                 | Toby Price        | KTM 450 Rally Factory | +00:02:15            |
| 5                 | Luciano Benavídes | KTM 450 Rally Factory | +00:03:53            |
| 6                 | Daniel Nosiglia   | Honda CRF 450         | +00:04:42            |

#### Etapa 2
Crónica:
| Clas.Parcial      | Piloto            | Moto                           | Diferencia con el 1º |
| ----------------- | ----------------- | ------------------------------ | -------------------- |
| Medalla de oro    | Joan Barreda Bort | Honda CRF 450 Rally            | 04:56:27             |
| Medalla de plata  | Kevin Benavídes   | Honda CRF 450 Rally            | +00:05:36            |
| Medalla de bronce | Andrew Short      | Husqvarna FR 450 Rally Factory | +00:05:58            |
| 4                 | Ross Evan Branch  | KTM 450 Rally Factory Replica  | +00:09:10            |
| 5                 | Luciano Benavídes | KTM 450 Rally Factory          | +00:09:31            |

| Clas.General      | Piloto             | Moto                           | Diferencia con el 1º |
| ----------------- | ------------------ | ------------------------------ | -------------------- |
| Medalla de oro    | Joan Barreda Bort  | Honda CRF 450 Rally            | 08:43:59             |
| Medalla de plata  | Andrew Short       | Husqvarna FR 450 Rally Factory | +00:06:35            |
| Medalla de bronce | Luciano Benavídes  | KTM 450 Rally Factory          | +00:08:37            |
| 4                 | Adrien van Beveren | Yamaha WR450F Rally            | +00:09:48            |
| 5                 | Ross Evan Branch   | KTM 450 Rally Factory Replica  | +00:11:17            |

#### Etapa 3[n. 15]
Crónica:
| Clas. Parcial     | Piloto                       | Moto                           | Diferencia con el 1º |
| ----------------- | ---------------------------- | ------------------------------ | -------------------- |
| Medalla de oro    | Toby Price                   | KTM 450 Rally Factory          | 03:00:33             |
| Medalla de plata  | Matthias Walkner             | KTM 450 Rally Factory          | +00:01:55            |
| Medalla de bronce | Franco Caimi                 | Yamaha WR450F Rally            | +00:02:21            |
| 4                 | Johnny Aubert                | Sherco TVS Rally               | +00:04:01            |
| 5                 | José Ignacio Cornejo Florimo | Honda CRF 450 Rally            | +00:04:16            |
| 6                 | Pablo Quintanilla            | Husqvarna FR 450 Rally Factory | +00:04:33            |

| Clas. General     | Piloto            | Moto                           | Diferencia con el 1º |
| ----------------- | ----------------- | ------------------------------ | -------------------- |
| Medalla de oro    | Toby Price        | KTM 450 Rally Factory          | 11:57:39             |
| Medalla de plata  | Matthias Walkner  | KTM 450 Rally Factory          | +00:04:06            |
| Medalla de bronce | Franco Caimi      | Yamaha WR450F Rally            | +00:06:40            |
| 4                 | Pablo Quintanilla | Husqvarna FR 450 Rally Factory | +00:06:41            |
| 5                 | Luciano Benavídes | KTM 450 Rally Factory          | +00:07:52            |
| 6                 | Joan Barreda Bort | Honda CRF 450 Rally            | +00:09:05            |

#### Etapa 4
Crónica:
| Clas. Parcial     | Piloto             | Moto                           | Diferencia con el 1º |
| ----------------- | ------------------ | ------------------------------ | -------------------- |
| Medalla de oro    | Paulo Gonçalves    | Hero 450 Rally                 | 03:37:11             |
| Medalla de plata  | Ricky Brabec       | Honda CRF 450 Rally            | +00:00:58            |
| Medalla de bronce | Andrew Short       | Husqvarna FR 450 Rally Factory | +00:01:23            |
| 4                 | Pablo Quintanilla  | Husqvarna FR 450 Rally Factory | +00:04:22            |
| 5                 | Adrien van Beveren | Yamaha WR450F Rally            | +00:04:28            |

| Clas. General     | Piloto            | Moto                           | Diferencia con el 1º |
| ----------------- | ----------------- | ------------------------------ | -------------------- |
| Medalla de oro    | Andrew Short      | Husqvarna FR 450 Rally Factory | 15:45:25             |
| Medalla de plata  | Pablo Quintanilla | Husqvarna FR 450 Rally Factory | +00:00:28            |
| Medalla de bronce | Ricky Brabec      | Honda CRF 450 Rally            | +00:02:06            |
| 4                 | Joan Barreda Bort | Honda CRF 450 Rally            | +00:05:04            |
| 5                 | Toby Price        | KTM 450 Rally Factory          | +00:08:05            |

#### Etapa 5
Crónica:
| Clas. Parcial     | Piloto            | Moto                           | Diferencia con el 1º |
| ----------------- | ----------------- | ------------------------------ | -------------------- |
| Medalla de oro    | Toby Price        | KTM 450 Rally Factory          | 02:13:15             |
| Medalla de plata  | Joan Barreda Bort | Honda CRF 450 Rally            | +00:02:54            |
| Medalla de bronce | Luciano Benavídes | KTM 450 Rally Factory          | +00:03:10            |
| 4                 | Matthias Walkner  | KTM 450 Rally Factory          | +00:03:31            |
| 5                 | Andrew Short      | Husqvarna FR 450 Rally Factory | +00:05:14            |

| Clas. General     | Piloto            | Moto                           | Diferencia con el 1º |
| ----------------- | ----------------- | ------------------------------ | -------------------- |
| Medalla de oro    | Andrew Short      | Husqvarna FR 450 Rally Factory | 18:03:54             |
| Medalla de plata  | Pablo Quintanilla | Husqvarna FR 450 Rally Factory | +00:01:21            |
| Medalla de bronce | Joan Barreda Bort | Honda CRF 450 Rally            | +00:02:44            |
| 4                 | Toby Price        | KTM 450 Rally Factory          | +00:02:51            |
| 5                 | Ricky Brabec      | Honda CRF 450 Rally            | +00:04:07            |

## Resultados finales

### Coches FIA
Lista de participantes en coches:
Ranking final después de 5 etapas el 9 de octubre de 2019.
| Posición          | Piloto               | Copiloto              | Coche                                      | Diferencia con el 1º |
| ----------------- | -------------------- | --------------------- | ------------------------------------------ | -------------------- |
| Medalla de oro    | Giniel de Villiers   | Álex Haro             | Toyota Hilux Toyota Gazoo Racing           | 17:48:44             |
| Medalla de plata  | Carlos Sainz         | Lucas Cruz            | MINI JOHN COOPER WORKS BUGGY               | +00:17:42            |
| 3                 | Mathieu Serradori    | Fabian Lurquin        | Century Racing CR6                         | +00:32:01            |
| Medalla de bronce | Jakub Przygoński     | Timo Gottschalk       | MINI JOHN COOPER WORKS BUGGY               | +00:58:27            |
| 4                 | Stéphane Peterhansel | Andrea M. Peterhansel | MINI JOHN COOPER WORKS BUGGY               | +01:29:34            |
| 5                 | Yazeed Al-Rajhi      | Michael Orr           | Toyota Hilux Overdrive Racing              | +02:29:10            |
| 6                 | Nani Roma            | Dani Oliveras         | Borgward BX7 DKR EVO                       | +02:44:03            |
| 7                 | Serguéi Kariakin     | Anton Vlasiuk         | Snag Proto                                 | +02:52:23            |
| 8                 | Reinaldo Varela      | Gustavo Gugelmin      | Can-Am Maverick                            | +02:53:03            |
| 12                | Isidre Esteve        | José María Villalobos | BMW BV6                                    | +05:15:43            |
| 25                | Fernando Alonso      | Marc Coma             | Toyota Hilux Overdrive Toyota Gazoo Racing | +77:36:56            |

### Motos FIM
Lista de participantes en motos-quads:
Ranking final después de 5 etapas el 9 de octubre de 2019.
| Posición          | Piloto            | Moto                           | Diferencia con el 1º |
| ----------------- | ----------------- | ------------------------------ | -------------------- |
| Medalla de oro    | Andrew Short      | Husqvarna FR 450 Rally Factory | 18:03:54             |
| Medalla de plata  | Pablo Quintanilla | Husqvarna FR 450 Rally Factory | +00:01:21            |
| Medalla de bronce | Joan Barreda Bort | Honda CRF 450 Rally            | +00:02:44            |
| 4                 | Toby Price        | KTM 450 Rally Factory          | +00:02:51            |
| 5                 | Ricky Brabec      | Honda CRF 450 Rally            | +00:04:07            |
| 6                 | Luciano Benavídes | KTM 450 Rally Factory          | +00:07:17            |
| 7                 | Matthias Walkner  | KTM 450 Rally Factory          | +00:07:38            |
| 8                 | Ross Evan Branch  | KTM 450 Rally Factory Replica  | +00:14:20            |
| 9                 | Franco Caimi      | Yamaha WR450F Rally            | +00:20:30            |
| 10                | Kevin Benavídes   | Honda CRF 450 Rally            | +00:21:16            |
| 18                | Laia Sanz         | KTM 450 Rally Factory          | +                    |

## Clasificaciones tras la carrera
| Pos. | Piloto               | Puntos | Cambios     |
| ---- | -------------------- | ------ | ----------- |
| 1    | Stéphane Peterhansel | 63     | 1           |
| 2    | Nasser Al-Attiyah    | 60     | 1           |
| 3    | Reinaldo Varela      | 46     | Sin cambios |
| 4    | Yazeed Al-Rajhi      | 37     | Sin cambios |
| 5    | Jakub Przygoński     | 32     | 4           |

| Pos. | Constructor       | Puntos | Cambios     |
| ---- | ----------------- | ------ | ----------- |
| 1    | Sam Sunderland    | 109    | Sin cambios |
| 2    | Andrew Short      | 95     | Sin cambios |
| 3    | Kevin Benavídes   | 75     | Sin cambios |
| 4    | Luciano Benavídes | 72     | Sin cambios |
| 5    | Joan Barreda Bort | 65     | 1           |